# Better than You (canción de Metallica)
«Better than You» es la quinta canción del séptimo álbum de Metallica, ReLoad, que fue además editada como un sencillo en 1998 y que ganó un premio Grammy el mismo año en la categoría de Mejor Interpretación de Metal, el cuarto premio de la banda en esta categoría. La letra de la canción puede ser tomada como una vista irónica de la arrogancia.
Curiosamente, la canción recuerda también al sencillo extraído del álbum anterior Load King Nothing, el cual también es la quinta canción del álbum, y puede interpretarse como una forma de ver la ignorancia.
Este tema nunca ha sido tocado completo en vivo por el grupo.

## Créditos
- James Hetfield: voz, guitarra rítmica
- Kirk Hammett: guitarra líder
- Jason Newsted: bajo eléctrico
- Lars Ulrich: batería

- Datos: Q2477943